# El senyor Pupurull
El senyor Pupurull, farsa en tres actes, adaptació de Josep Maria de Sagarra de la peça George Dandin de Molière, estrenada al teatre Romea, la nit del 5 de maig de 1925.
L'escena representa una placeta de la Barcelona vella, amb una font al mig.

## Repartiment de l'estrena
Actors de repartiment.
- El senyor Pupurull: Domènec Aymerich
- Angelina, dona del senyor Pupurull: Pepeta Fornés
- El marquès de Cascavell: Joaquim Montero
- La marquesa de Cascavell: Maria Morera
- Serafí, enamorat d'Angelina: Just Gómez
- Senyor honorat, apotecari: Lluís Teixidó
- Francisqueta, criada d'Angelina: Lluïsa Rodríguez
- Martinet, criat de Serafí: Avel·lí Galceran
- Bernat, criat del senyor Pupurull: Delfí Biosca